# Hot in the Shade Tour
Hot in the Shade Tour è stato un tour del gruppo hard rock americano Kiss, dopo l'uscita dell'album omonimo.

## Antefatti
Dopo il Crazy Nights Tour, Paul Stanley ne intraprese uno solista nei club, nel 1989, mentre la band era in pausa. 
 Il tour sarebbe dovuto partire all'inizio dell'anno, ma fu posticipato per consentire la promozione del secondo singolo dall'album, Forever e del primo singolo, Hide Your Heart che tuttavia non ebbe un grande impatto. 
Prima dell'inizio del tour, la band trascorse due settimane a Lubbock, in Texas, per fare delle prove per il tour, prima di partire.
I Kiss furono la band di supporto dei Whitesnake a Toronto il 15 giugno 1990, suonando insieme agli altri artisti come Slaughter e Faster Pussycat.

Il 4 luglio 1990, Stanley, mentre tornava a casa dopo un'esibizione a Springfield, finì coinvolto in un incidente d'auto e riportò lievi lesioni al collo e alla schiena, le quali costrinsero la cancellazione dello spettacolo a New Haven il 5 luglio 1990, che fu successivamente riprogrammato al 27 ottobre.

In seguito si infortunò di nuovo quando si ruppe le costole durante uno spettacolo a Johnstown che portò alla cancellazione di altri spettacoli.
Questo fu l'ultimo tour con il batterista Eric Carr, che in seguito morì di cancro il 24 novembre 1991.
Carr eseguì il suo ultimo spettacolo con i Kiss il 9 novembre 1990 a New York.

Nel programma del tour finale della band, Gene Simmons ha riflettuto su questo: 
(Gene Simmons, 2019)

## Recensioni
Lonna Baldwin, giornalista del Spokesman-Review, la quale assistette allo spettacolo a Spokane l'8 settembre 1990, aprì la sua recensione riconoscendo il numero di fan che si erano presentati per il concerto quella sera. Elogiò l'ingresso della band dall'elica della sfinge in fondo al palco, notando il ruggito del pubblico. Notò la miscela di brani vecchi e nuovi che la band propose durante lo spettacolo, affermando anche che i membri sapevano come organizzare uno show. Concluse la sua recensione, affermando che ogni canzone venne accolta con entusiasmo dal pubblico così come dalla "folla in piedi davanti al palco".

Kim Reeves del Southeast Missourian, che assistette allo spettacolo di Cape Girardeau il 22 maggio 1990, diede allo spettacolo una recensione positiva. Aprì il suo commento, notando le impressioni durature della sfinge sul palco e gli effetti pirotecnici, notando il ruggito della folla di 5.200 presenti quando la band era entrata in scena. Affermò che la band si era evoluta in un gruppo più maturo con il passare del tempo, citando l'entusiasmo della folla e la quantità di energia dei membri della band, in particolare Stanley che convinse il pubblico a partecipare e Simmons che saltava sul palco - parlando anche di l'assenza del trucco e le apparizioni della band che indossa spandex e scarpe in stile atletico.
Peter Atkinson, uno scrittore del Record-Journal, diede una recensione positiva dopo la performance della band a New Haven. Notò l'uso sia del colossale palco che delle canzoni classiche e nuove che la band aveva eseguito durante lo spettacolo. Riconoscendo le reazioni della folla allo spettacolo, affermò che il pubblico si è comportato bene e sorprendentemente "ordinato" nonostante l'energia della band sul palco, aggiungendo quando iniziò il bis - le guardie di sicurezza si sarebbero affrettate a mettersi in salvo dietro le barriere davanti al palco. Concluse la sua recensione, citando che lo spettacolo è stato "una grande esibizione dei più anziani statisti del metal".

## Allestimento del palco
La band utilizzò uno sphynx di poco più di 12 metri con occhiali da sole dalla copertina dell'album sul palco, chiamandolo Leon, che presentava la capacità di emettere fuochi d'artificio e luci dalla sua bocca. All'inizio di ogni spettacolo, la bocca della sfinge si apriva per rivelare la band in sagoma tra i raggi laser. Quando quest'ultima stava eseguendo God Of Thunder, il tastierista Gary Corbett cantava la strofa finale attraverso un sintetizzatore, per metterla in sincronia con la bocca dell'elica sphynx per far sembrare che stesse cantando.
Alla fine di ogni esibizione, la sfinge "scompariva" e, attraverso l'uso di colpi di cannone e scintille sul palco e sopra il pubblico, il logo luminoso della band si sollevava dal fondo del palco durante Detroit Rock City.

Il palco includeva anche una rampa, che era avvolta nella nebbia e tubi che facevano fuoriuscire fluidi, così come piattaforme ringhiere su ciascun lato del palco per Stanley e Kulick per lanciare plettri al pubblico.

## Date
| Data              | Città             | Stato       | Luogo                                 | Artisti d'apertura |
| Warm Up           | Warm Up           | Warm Up     | Warm Up                               | Warm Up            |
| ----------------- | ----------------- | ----------- | ------------------------------------- | ------------------ |
| 11 marzo 1990     | Galveston         | Stati Uniti | West Beach Pocket Park                |                    |
| 14 aprile 1990    | Asbury Park       | Stati Uniti | The Stone Pony                        |                    |
| 25 aprile 1990    | Reseda            | Stati Uniti | Reseda Country Club                   |                    |
| Nord America      |                   |             |                                       |                    |
| 4 maggio 1990     | Lubbock           | Stati Uniti | Lubbock Municipal Coliseum            |                    |
| 5 maggio 1990     | Dallas            | Stati Uniti | Coca-Cola Starplex Amphitheatre       |                    |
| 6 maggio 1990     | Austin            | Stati Uniti | Frank Erwin Center                    |                    |
| 8 maggio 1990     | Tulsa             | Stati Uniti | Expo Square Pavilion                  |                    |
| 9 maggio 1990     | Valley Center     | Stati Uniti | Britt Brown Arena                     |                    |
| 10 maggio 1990    | Omaha             | Stati Uniti | Omaha Civic Auditorium                |                    |
| 11 maggio 1990    | Sioux Falls       | Stati Uniti | Sioux Falls Arena                     |                    |
| 12 maggio 1990    | Bonner Springs    | Stati Uniti | Sandstone Amphitheatre                |                    |
| 15 maggio 1990    | Saginaw           | Stati Uniti | Wendler Arena                         |                    |
| 17 maggio 1990    | Terre Haute       | Stati Uniti | Hulman Center                         |                    |
| 18 maggio 1990    | Auburn Hills      | Stati Uniti | The Palace of Auburn Hills            |                    |
| 19 maggio 1990    | Toledo            | Stati Uniti | Toledo Sports Arena                   |                    |
| 20 maggio 1990    | Fort Wayne        | Stati Uniti | Allen County War Memorial Coliseum    |                    |
| 22 maggio 1990    | Cape Girardeau    | Stati Uniti | Show Me Center                        |                    |
| 23 maggio 1990    | Cedar Rapids      | Stati Uniti | Five Seasons Center                   |                    |
| 25 maggio 1990    | Bloomington       | Stati Uniti | Met Center                            |                    |
| 26 maggio 1990    | Fargo             | Stati Uniti | Red River Valley Speedway             |                    |
| 27 maggio 1990    | Duluth            | Stati Uniti | Duluth Arena                          |                    |
| 28 maggio 1990    | Green Bay         | Stati Uniti | Brown County Veterans Memorial Arena  |                    |
| 30 maggio 1990    | Peoria            | Stati Uniti | Peoria Civic Center                   |                    |
| 31 maggio 1990    | Evansville        | Stati Uniti | Mesker Amphitheatre                   |                    |
| 1 giugno 1990     | St. Louis         | Stati Uniti | Kiel Auditorium                       |                    |
| 2 giugno 1990     | Des Moines        | Stati Uniti | Iowa Veterans Memorial Auditorium     |                    |
| 3 giugno 1990     | Tinley Park       | Stati Uniti | New World Music Theatre               |                    |
| 6 giugno 1990     | Columbus          | Stati Uniti | Battelle Hall                         |                    |
| 7 giugno 1990     | Trotwood          | Stati Uniti | Hara Arena                            |                    |
| 8 giugno 1990     | Noblesville       | Stati Uniti | Deer Creek Music Center               |                    |
| 9 giugno 1990     | Richfield         | Stati Uniti | Richfield Coliseum                    |                    |
| 12 giugno 1990    | Cincinnati        | Stati Uniti | Cincinnati Gardens                    |                    |
| 13 giugno 1990    | Muskegon          | Stati Uniti | L. C. Walker Arena                    |                    |
| 15 giugno 1990    | Toronto           | Canada      | CNE Grandstand                        |                    |
| 16 giugno 1990    | Weedsport         | Stati Uniti | Cayuga County Fair Speedway           |                    |
| 17 giugno 1990    | Middletown        | Stati Uniti | Orange County Fair Speedway           |                    |
| 20 giugno 1990    | Providence        | Stati Uniti | Providence Civic Center               |                    |
| 22 giugno 1990    | Binghamton        | Stati Uniti | Broome County Veterans Memorial Arena |                    |
| 23 giugno 1990    | Burgettstown      | Stati Uniti | Coca-Cola Star Lake Amphitheater      |                    |
| 26 giugno 1990    | Filadelfia        | Stati Uniti | The Spectrum                          |                    |
| 27 giugno 1990    | Allentown         | Stati Uniti | Great Allentown Fair                  |                    |
| 28 giugno 1990    | Uniondale         | Stati Uniti | Nassau Veterans Memorial Coliseum     |                    |
| 29 giugno 1990    | Mansfield         | Stati Uniti | Great Woods Performing Arts Center    |                    |
| 30 giugno 1990    | East Rutherford   | Stati Uniti | Brendan Byrne Arena                   |                    |
| 3 luglio 1990     | Springfield       | Stati Uniti | Springfield Civic Center              |                    |
| 6 luglio 1990     | Old Orchard Beach | Stati Uniti | Seashore Performing Arts Center       |                    |
| 7 luglio 1990     | Albany            | Stati Uniti | Knickerbocker Arena                   |                    |
| 8 luglio 1990     | Harrisburg        | Stati Uniti | City Island                           |                    |
| 10 luglio 1990    | Fairfax           | Stati Uniti | Patriot Center                        |                    |
| 11 luglio 1990    | Roanoke           | Stati Uniti | Roanoke Civic Center                  |                    |
| 12 luglio 1990    | Richmond          | Stati Uniti | Richmond Coliseum                     |                    |
| 13 luglio 1990    | Norfolk           | Stati Uniti | Norfolk Scope                         |                    |
| 18 luglio 1990    | Johnson City      | Stati Uniti | Freedom Hall Civic Center             |                    |
| 19 luglio 1990    | Knoxville         | Stati Uniti | Knoxville Civic Coliseum              |                    |
| 20 luglio 1990    | Atlanta           | Stati Uniti | Coca-Cola Lakewood Amphitheatre       |                    |
| 21 luglio 1990    | Nashville         | Stati Uniti | Starwood Amphitheatre                 |                    |
| 24 luglio 1990    | Columbia          | Stati Uniti | Carolina Coliseum                     |                    |
| 25 luglio 1990    | Charlotte         | Stati Uniti | Charlotte Coliseum                    |                    |
| 26 luglio 1990    | Greenville        | Stati Uniti | Greenville Memorial Auditorium        |                    |
| 27 luglio 1990    | Greensboro        | Stati Uniti | Greensboro Coliseum                   |                    |
| 28 luglio 1990    | Fayetteville      | Stati Uniti | Cumberland County Memorial Arena      |                    |
| 1 agosto 1990     | Jacksonville      | Stati Uniti | Jacksonville Memorial Coliseum        |                    |
| 2 agosto 1990     | Orlando           | Stati Uniti | Orlando Arena                         |                    |
| 3 agosto 1990     | Miami             | Stati Uniti | Miami Arena                           |                    |
| 4 agosto 1990     | Tampa             | Stati Uniti | USF Sun Dome                          |                    |
| 7 agosto 1990     | Pelham            | Stati Uniti | Oak Mountain Amphitheatre             |                    |
| 8 agosto 1990     | Memphis           | Stati Uniti | Mid-South Coliseum                    |                    |
| 16 agosto 1990    | Huntsville        | Stati Uniti | Von Braun Civic Center                |                    |
| 17 agosto 1990    | Jackson           | Stati Uniti | Mississippi Coliseum                  |                    |
| 18 agosto 1990    | Shreveport        | Stati Uniti | Hirsch Memorial Coliseum              |                    |
| 19 agosto 1990    | Biloxi            | Stati Uniti | Mississippi Coast Coliseum            |                    |
| 21 agosto 1990    | Houston           | Stati Uniti | The Summit                            |                    |
| 22 agosto 1990    | San Antonio       | Stati Uniti | Freeman Coliseum                      |                    |
| 24 agosto 1990    | Little Rock       | Stati Uniti | Barton Coliseum                       |                    |
| 25 agosto 1990    | Oklahoma City     | Stati Uniti | Myriad Convention Center              |                    |
| 26 agosto 1990    | Salina            | Stati Uniti | Bicentennial Center                   |                    |
| 28 agosto 1990    | Rapid City        | Stati Uniti | Rushmore Plaza Civic Center           |                    |
| 29 agosto 1990    | Billings          | Stati Uniti | MetraPark Arena                       |                    |
| 31 agosto 1990    | Morrison          | Stati Uniti | Red Rocks Amphitheatre                |                    |
| 1 settembre 1990  | Salt Lake City    | Stati Uniti | Salt Palace                           |                    |
| 3 settembre 1990  | Boise             | Stati Uniti | BSU Pavilion                          |                    |
| 6 settembre 1990  | Vancouver         | Canada      | Pacific Coliseum                      |                    |
| 7 settembre 1990  | Seattle           | Stati Uniti | Seattle Center Coliseum               |                    |
| 8 settembre 1990  | Spokane           | Stati Uniti | Spokane Coliseum                      |                    |
| 9 settembre 1990  | Portland          | Stati Uniti | Portland Memorial Coliseum            |                    |
| 12 settembre 1990 | Sacramento        | Stati Uniti | Cal Expo Amphitheatre                 |                    |
| 13 settembre 1990 | Concord           | Stati Uniti | Concord Pavilion                      |                    |
| 14 settembre 1990 | Long Beach        | Stati Uniti | Long Beach Arena                      |                    |
| 15 settembre 1990 | San Diego         | Stati Uniti | San Diego Sports Arena                |                    |
| 16 settembre 1990 | Phoenix           | Stati Uniti | Arizona Veterans Memorial Coliseum    |                    |
| 19 settembre 1990 | El Paso           | Stati Uniti | El Paso County Coliseum               |                    |
| 20 settembre 1990 | Odessa            | Stati Uniti | Ector County Coliseum                 |                    |
| 21 settembre 1990 | Fort Worth        | Stati Uniti | Tarrant County Convention Center      |                    |
| 22 settembre 1990 | Amarillo          | Stati Uniti | Amarillo Civic Center                 |                    |
| 24 settembre 1990 | Springfield       | Stati Uniti | Hammons Student Center                |                    |
| 25 settembre 1990 | Columbia          | Stati Uniti | Hearnes Center                        |                    |
| 26 settembre 1990 | Lincoln           | Stati Uniti | Pershing Auditorium                   |                    |
| 28 settembre 1990 | Carbondale        | Stati Uniti | SIU Arena                             |                    |
| 29 settembre 1990 | East Troy         | Stati Uniti | Alpine Valley Music Theatre           |                    |
| 30 settembre 1990 | Dubuque           | Stati Uniti | Five Flags Center                     |                    |
| 2 ottobre 1990    | Bismarck          | Stati Uniti | Bismarck Civic Center                 |                    |
| 4 ottobre 1990    | Marquette         | Stati Uniti | Lakeview Arena                        |                    |
| 5 ottobre 1990    | Rochester         | Stati Uniti | Mayo Civic Center                     |                    |
| 6 ottobre 1990    | Topeka            | Stati Uniti | Landon Arena                          |                    |
| 7 ottobre 1990    | Sioux City        | Stati Uniti | Sioux City Municipal Auditorium       |                    |
| 10 ottobre 1990   | Johnstown         | Stati Uniti | Cambria County War Memorial Arena     |                    |
| 12 ottobre 1990   | Hamilton          | Canada      | Copps Coliseum                        |                    |
| 13 ottobre 1990   | London            | Canada      | London Gardens                        |                    |
| 14 ottobre 1990   | Auburn Hills      | Stati Uniti | The Palace of Auburn Hills            |                    |
| 15 ottobre 1990   | Kalamazoo         | Stati Uniti | Wings Stadium                         |                    |
| 16 ottobre 1990   | Erie              | Stati Uniti | Erie Civic Center                     |                    |
| 18 ottobre 1990   | Ottawa            | Canada      | Ottawa Civic Centre                   |                    |
| 19 ottobre 1990   | Montreal          | Canada      | Montreal Forum                        |                    |
| 25 ottobre 1990   | Portland          | Stati Uniti | Cumberland County Civic Center        |                    |
| 26 ottobre 1990   | Worcester         | Stati Uniti | Centrum in Worcester                  |                    |
| 27 ottobre 1990   | New Haven         | Stati Uniti | New Haven Coliseum                    |                    |
| 30 ottobre 1990   | Wheeling          | Stati Uniti | Wheeling Civic Center                 |                    |
| 1 novembre 1990   | Charleston        | Stati Uniti | Charleston Civic Center               |                    |
| 2 novembre 1990   | Augusta           | Stati Uniti | Augusta-Richmond County Civic Center  |                    |
| 3 novembre 1990   | Albany            | Stati Uniti | Albany Civic Center                   |                    |
| 6 novembre 1990   | Columbus          | Stati Uniti | Columbus Municipal Auditorium         |                    |
| 7 novembre 1990   | Asheville         | Stati Uniti | Asheville Civic Center                |                    |
| 8 novembre 1990   | Hershey           | Stati Uniti | Hersheypark Arena                     |                    |
| 9 novembre 1990   | New York          | Stati Uniti | Madison Square Garden                 |                    |

### Date cancellate
| Data | Città | Stato | Luogo | Ragione |
| ---- | ----- | ----- | ----- | ------- |
|      |       |       |       |         |

## Scaletta
Questa è una scaletta di esempio eseguita da uno spettacolo, ma potrebbe non rappresentare la maggior parte degli spettacoli durante il tour.
1. I Stole Your Love
2. Deuce
3. Heaven's On Fire
4. Crazy Crazy Nights
5. Black Diamond
6. Shout It Out Loud
7. Strutter
8. Calling Dr. Love
9. I Was Made For Lovin' You
10. Rise To It
11. Fits Like A Glove
12. Hide Your Heart
13. Lick It Up
14. God Of Thunder
15. Forever
16. Cold Gin
17. Tears Are Falling
18. I Love It Loud
19. Love Gun
20. Detroit Rock City

Bis
1. I Want You
2. Rock And Roll All Nite

### Curiosità sulla scaletta
- Betrayed fu suonata due volte durante il tour, Little Caesar fu suonata una volta e Under The Gun è stato suonata all'inizio del tour, successivamente su sostituita da I Was Made For Lovin' You.
- C'mon And Love Me e Hell Or High Water furono suonate all'inizio del tour.

## Formazione
- Paul Stanley - chitarra ritmica, voce
- Gene Simmons - basso, voce
- Bruce Kulick - chitarra solista, cori
- Eric Carr - batteria, cori

Musicista aggiuntivo
- Gary Corbett - tastiere

### Fonti
- (EN) Curt Gooch e Jeff Suhs, Kiss Alive Forever: The Complete Touring History, in Billboard Books, New York, 2002, ISBN 0-8230-8322-5.
- (EN) Brett Weiss, Encyclopedia of Kiss: Music, Personnel, Events and Related Subjects, in McFarland & Company, Inc., Jefferson, 2016, ISBN 9781476625409.